# Maurice Bardèche
Maurice Bardèche (Dun-sur-Auron (Cher), 1907 - Canet de Rosselló, 1998) va ser un assagista, crític d'art i literat francès, i un dels exponents del neofeixisme europeu.

## Biografia
Va néixer a Dun-sur-Auron dins d'una família modesta. Present a Espanya durant la guerra civil espanyola va deixar escrita una història sobre la contesa donant suport als revoltats, mostrant-se en contra de la democràcia paralitzant i expressant fascinació per José Antonio Primo de Rivera.
Bardèche començà a escriure en el diari feixista Je suis partout el 1938. Fortament influït per l'intel·lectual nacionalista Maurice Barrès i pel líder de la monàrquica Action française, Charles Maurras va donar suport al govern col·laboracionista de Vichy. Es doctorà el 1940 amb una tesi doctoral sobre Honoré de Balzac.
Després de la segona guerra mundial va ser breument arrestat com a col·laboracionista però ràpidament fou alliberat, tanmateix se li impedí seguir exercint de professor. En canvi el seu cunyat Robert Brasillach va ser executat. El 1948 va escriure Nuremberg ou la Terre Promise, on atacava el Judicis de Nuremberg; era una de les primeres mostres de negacionisme de l'Holocaust, i s'hi afirmava que els gasos s'empraven només per a desinfectar. Aquest llibre fou censurat i al seu autor li costà una condemna d'any de presó que no complí gràcies a un indult del president René Coty.
Arran de la seva mort, Jean-Marie Le Pen el considerà un profeta de la renaixença europea.

## Obres
Selecció
- Brasillach, Robert; Bardèche, Maurice. Histoire du cinéma.  París: Denoël et Steele, 1935. (Noves edicions els anys 1942, 1943, 1948, 1953, 1960, 1964, 1966 i 1989; traduccions a l'anglès, 1938, 1945, 1970, 2007 i 2010)
- Brasillach, Robert; Bardèche, Maurice. Histoire de la Guerre d'Espagne.  París: Plon, 1939. (Traduccions espanyoles dels anys 1966 i 2010; traducció portuguesa 1939; «reedició francesa 1995».)
- Balzac, romancier. La formation de l'art du roman chez Balzac jusqu'à la publication du "Père Goriot" (1820-1835).  París: Plon, 1940. (Edicions 1943, 1944, 1947, 1949, 1950, 1951 i 1967; edició anglesa el 1947)
- Lettre a François Mauriac.  París: La Pensée Libre, 1947.
- Stendhal romancier.  París: La Table Ronde, 1947. (Reimpressions 1947 (4), 1950, 1956, 1969, 1977 i 1983; edició en anglès 1947)
- Nuremberg ou la terre promise.  París: Les Sept Couleurs, 1948. (Traduccions a l'espanyol de 1988 i 2006)
- Qu'est-ce que le fascisme?.  París: Les Sept Couleurs, 1961.
- Marcel Proust, romancier.  París: Les Sept Couleurs, 1971.
- L'oeuvre de Flaubert.  París: Les Sept Couleurs, 1974.
- Louis-Ferdinand Céline.  París: La Table Ronde, 1986. ISBN 9782710302995. (Reimpressió 1987; traducció espanyola 1990)
- Léon Bloy.  París: La Table Ronde, 1989. ISBN 2710303868.
- Souvenirs.  París: Editions Buchet/Chastel, 1993. ISBN 9782702015803.